# Terraplanismo

El universo según la concepción de los hebreos, tal como se infiere en la lectura literal de los textos bíblicos: la Tierra es una extensa superficie soportada por pilares rocosos. En su interior está el sheol (o inframundo) y debajo las aguas del abismo. Grandes montañas en los extremos del mundo soportan la cúpula de los cielos, o firmamento (en hebreo raqia), por encima del cual están las Aguas de Arriba. Unas aberturas, poéticamente denominadas las «ventanas del cielo», comunican ambas regiones del universo. Por encima del firmamento, están los cielos, morada del dios Elohim.

Terraplanismo es el nombre de la creencia pseudocientífica de que la superficie de la Tierra es plana o tiende a ser plana en lugar de esférica o un geoide.
Se trata de un concepto arcaico, aceptado pero luego refutado en la Antigüedad, reavivado a partir de la segunda mitad del siglo XIX por el escritor y panfletista británico Samuel Birley Rowbotham, quien propuso la idea de que la Tierra era una superficie plana centrada en el polo norte y que la astronomía estaba equivocada. Aunque sus opiniones no tuvieron gran repercusión, fueron tomadas por algunos grupos religiosos estadounidenses, pero pronto cayeron en el olvido. Cien años más tarde fueron retomadas por grupos marginales adeptos a teorías conspirativas y en la segunda década del siglo XXI, la  falacia del terraplanismo alcanzó difusión masiva junto con el crecimiento del acceso a internet.
A lo largo de la historia han existido diferentes opiniones acerca de la forma de la Tierra, a partir de la idea intuitiva de que se trata de una superficie plana, pero desde finales de la Edad Antigua se reconoció mediante pruebas y métodos de observación avanzados que se trataba de una esfera. Este concepto fue desarrollado de manera gradual y con mediciones cada vez más precisas durante la Edad Media y la Edad Moderna y se hizo evidente a partir de los descubrimientos geográficos europeos. En el siglo XIX se llegó al concepto moderno del geoide, esto es, la comprobación de que la Tierra es una esfera ligeramente achatada en los polos, el cual corresponde a los datos científicos y la observación desde el espacio.

## Antigüedad

Reconstrucción del mapa del mundo por Anaximandro.

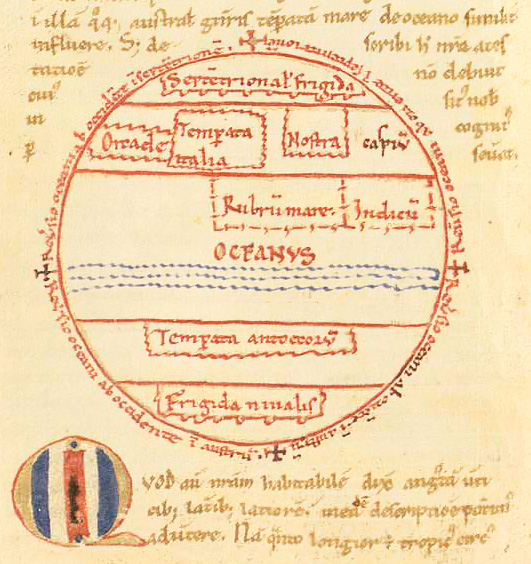
Mapa esquemático de un manuscrito del del Comentario al Sueño de Escipión de Macrobio, mostrando la zona habitada del norte del mundo, esférico, separada de las antípodas por un océano imaginario que ocupaba todo el ecuador.

### Representaciones más antiguas
Las cosmogonías de las primeras civilizaciones sostuvieron, de manera implícita, la idea de que la Tierra era una superficie plana cubierta por una cúpula. En los extremos del mundo, según esta noción, existían altas montañas, o pilares, que soportaban dicha cúpula. Esta tierra tenía la forma de un disco o de un cuadrángulo y, generalmente, se consideraba que la rodeaba un inmenso mar llamado, por los griegos, río Océano. Esta imagen del mundo era común en Mesopotamia, en la India, en Egipto, en Grecia y en las sociedades del Levante.
En efecto, en la mitología caldea, el mundo se representa como un disco redondo y plano que flota en el océano, dicha imagen fue la premisa para los primeros mapas griegos, como los de Anaximandro y Hecateo de Mileto. Tales de Mileto también concebía a la Tierra como un disco plano.
En las escasas, e incidentales, menciones de la Biblia sobre la forma del mundo se observa la misma idea.

### La Tierra esférica en el pensamiento clásico

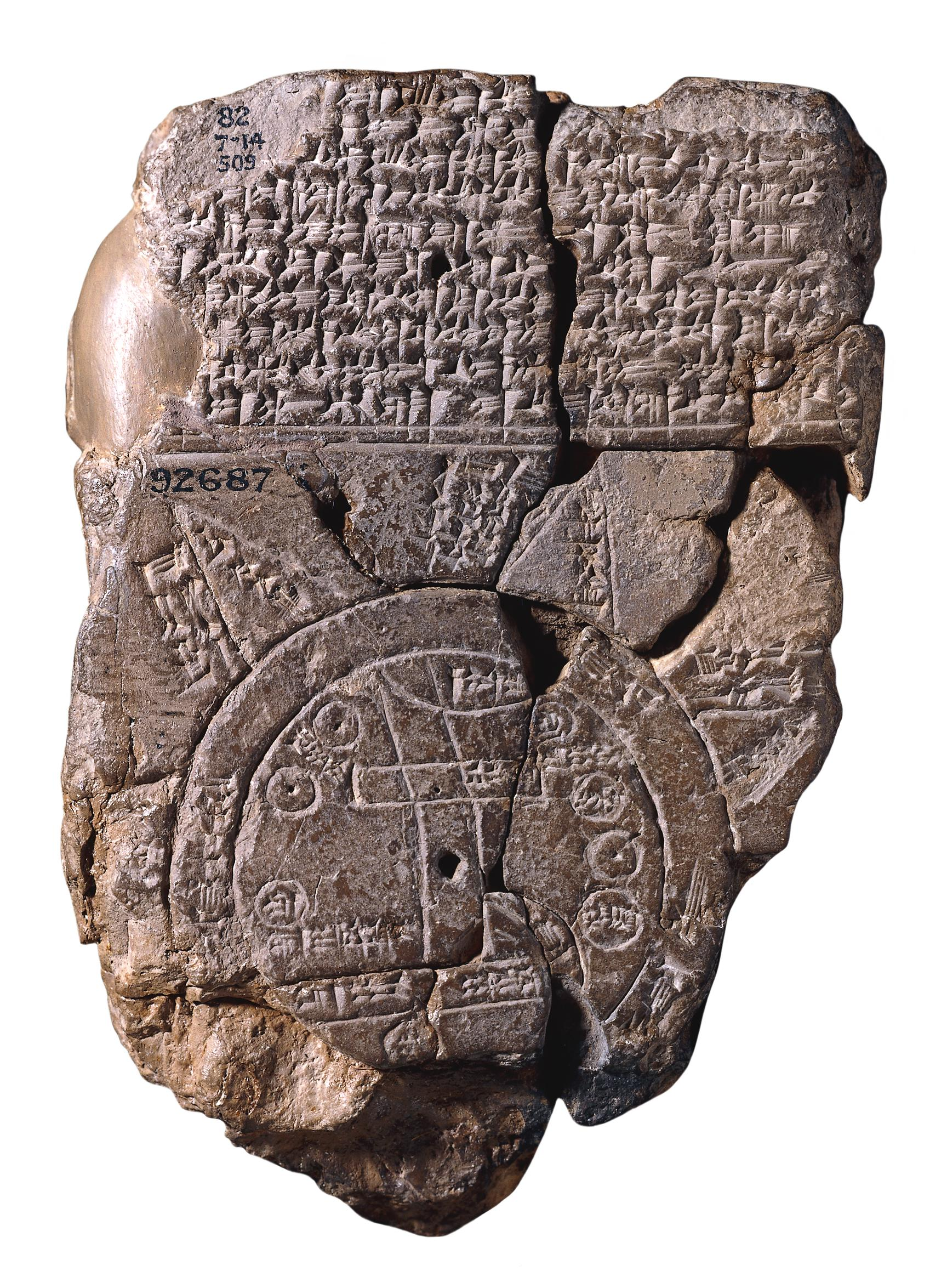
El Mapa babilónico del mundo, tablilla de arcilla escrita en acadio, que contiene una representación del mundo conocido por la cultura mesopotámica, inscripto en el «círculo de la tierra», (ca. siglo VI a.C.)

En los tiempos clásicos se descubrió que la Tierra era esférica, un conocimiento aceptado por los pensadores de la cuenca mediterránea ya desde el siglo IV a. C. y desde entonces aceptado por la mayor parte de los filósofos y científicos europeos y del Asia Occidental.
Se ha conjeturado que la primera persona en haber defendido la idea de una Tierra esférica fue Pitágoras (siglo VI a. C.), quien argumentaba que todos los demás objetos astronómicos eran también esféricos; sin embargo, según Burnet, «la Jonia no fue nunca capaz de aceptar el punto de vista científico en lo relativo a la Tierra, y aun Demócrito siguió creyendo que era plana». La teoría de la escuela pitagórica se basaba en la llamada "armonía de las esferas".
Diógenes Laercio escribió que Hesíodo y Anaximandro enseñaban que la tierra era esférica, pero no hay certeza al respecto, el consenso académico es que Parménides fue el primero en aceptar la esfericidad de la tierra.
En el Fedón, Platón presenta a Sócrates describiendo la Tierra como una pelota. En su obra Sobre el cielo, Aristóteles (siglo IV a. C.) dio una explicación razonada de por qué la Tierra es una esfera y presentó evidencias de la forma esférica de la Tierra mediante sus observaciones. Apuntó que los viajeros que viajaban hacia el sur veían las constelaciones de ese hemisferio subir su posición en el horizonte. Eso solo es posible si dicho horizonte se encuentra formando un ángulo con respecto al horizonte de alguien ubicado más al norte. Por lo tanto, la forma de la Tierra no podía ser plana. Además, el borde de la sombra de la Tierra en la Luna durante la fase parcial de un eclipse lunar siempre es circular, sin importar lo alta que esté la Luna sobre el horizonte. Solo una esfera puede generar una sombra circular en cualquier dirección, ya que un disco circular plano crearía una sombra con forma de elipse en la mayor parte de las direcciones. En cuanto a su tamaño, propuso un valor para su circunferencia que es correcto dentro de un factor de dos. Desde las pruebas a favor de la esfericidad de la Tierra presentadas por Aristóteles, en palabras del historiador de la ciencia Couprie: «casi ningún filósofo o astrónomo serio ha dudado de que la tierra es una esfera».
En los tiempos helenísticos, el conocimiento de la Tierra esférica comenzó a extenderse en el mundo mediterráneo.
El científico griego Eratóstenes midió la circunferencia de la Tierra hacia el 240 a. C. Supo que en la ciudad de Siena (hoy Asuán), en Egipto, la luz del Sol caía perpendicular durante el solsticio de verano, mientras que la sombra creada por el sol en Alejandría estaba en un ángulo aproximado de 1/50 (7,2°) de círculo. Estimó la distancia en línea recta entre Siena y Alejandría en unos 5000 estadios, lo que le permitió calcular la circunferencia de la Tierra en unos 252 000 estadios, y cada arco de grado en 700 estadios. Aunque Eratóstenes empleó aproximaciones bastante amplias, dependiendo de la longitud que aceptemos para un stadion, su resultado está dentro de un margen de entre un 2 y un 20 % de los valores calculados hoy en día. En el tratado matemático chino Zhoubi Suanjing, del siglo I d. C., se incluía una medición similar, sin cuestionar la idea tradicional de la Tierra como un plano, pero considerando que el cielo era una esfera que la rodeaba por completo.
En la época, se solía considerar a la Tierra dividida en zonas de clima, con un clima frío en los polos norte y sur, un clima tórrido cerca del ecuador, y un suave y habitable clima temperado entre ambos. Se pensaba que las distintas temperaturas en las regiones dependían de su distancia hasta el Sol y se creía que nadie podía cruzar la línea del clima tórrido y alcanzar las tierras de la otra mitad del globo. En su día, esas tierras imaginarias y sus habitantes fueron llamados antípodas. Lucrecio (siglo I a. C.) cuestionó el concepto de la Tierra esférica porque encontraba absurda la idea de las antípodas. Sin embargo, en el siglo I d. C., Plinio el Viejo afirmaba que todo el mundo estaba de acuerdo con la idea de la forma esférica de la Tierra (Naturalis historia, 2.64), aunque aún hubo disputas acerca de la naturaleza de las antípodas y sobre la posibilidad de mantener el océano en forma curvada. De forma muy interesante, Plinio considera, como «teoría intermedia», la posibilidad de una esfera imperfecta, «con forma de piña» (Naturalis historia, 2.65).
En el siglo II d. C. el astrónomo Claudio Ptolomeo dio varios argumentos defendiendo la forma esférica de la Tierra. Entre ellos estaba la observación de que al navegar hacia las montañas, parecían crecer sobre el mar, indicando que estaban anteriormente ocultas por la superficie curvada del mar. La obra de este astrónomo se convirtió en la base de la astronomía europea y árabe durante la Edad Media. Si bien durante la Antigüedad tardía y la Alta Edad Media hubo argumentos residuales en favor de una Tierra plana, la inmensa mayoría de los textos de estudio sostenían como un dato incontrovertible la esfericidad de la Tierra.
A finales de la edad clásica, enciclopedistas tan renombrados como Macrobio (siglo IV) y Marciano Capella (siglo V) discutieron la circunferencia de la esfera terrestre, su posición central en el universo, la diferencia de las estaciones entre los hemisferios norte y sur y muchos otros detalles geográficos. En su Comentario al Sueño de Escipión, Macrobio describe la Tierra como un globo de tamaño insignificante en comparación con el resto del cosmos.

## La enseñanza de la Iglesia

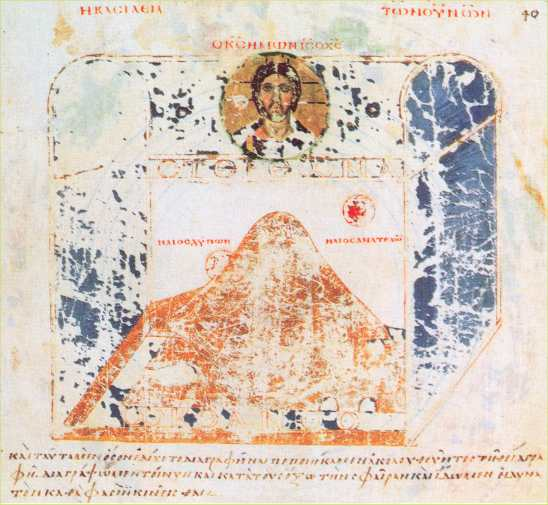
Dibujo de la Tierra según el monje egipcio Cosmas Indicopleustes: la Tierra plana dentro de un tabernáculo.

Desde la Antigüedad clásica, el concepto de la Tierra como esfera se había extendido completamente. Solamente una pequeña minoría defendía la forma plana para la Tierra.

### El problema de los antípodas

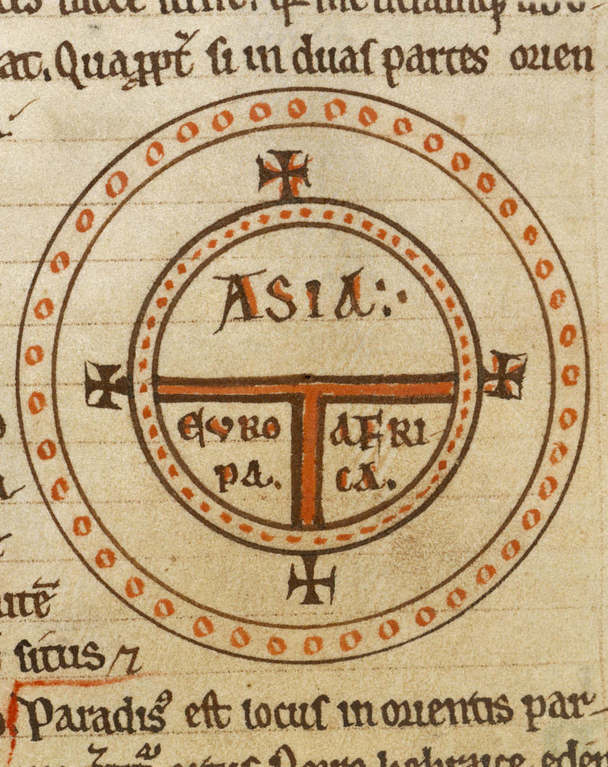
Mapa T-O del representando el mundo habitado según descripción de san Isidoro en su Etimologías. (cap. 14, de terra et partibus).

El debate más intenso durante el final de la Antigüedad y el comienzo del Medioevo en Europa Occidental, no era la esfericidad de la Tierra sino la posibilidad de la existencia de habitantes en el extremo del globo opuesto al Ecúmene, los llamados antípodas. Esta creencia, a diferencia de la esfericidad, era muy difícil de reconciliar con la visión cristiana de una humanidad unificada descendiente de una misma pareja original y redimida por Jesucristo.
San Agustín de Hipona (354-430) argumentó en contra de que hubiera habitantes en las antípodas:

Pero sobre la fábula de que existen los antípodas, es decir, hombres que viven en el lado opuesto de la Tierra, donde el sol se levanta cuando para nosotros se pone, hombres que caminan con sus pies opuestos a los nuestros, eso no es creíble en modo alguno. Y, ciertamente, no se afirma que se haya aprendido tal cosa por conocimiento histórico, sino por suposición razonada, basándose en que la Tierra está suspendida dentro de la concavidad del cielo, y que tiene tanto espacio en un lado como en el otro: por ello afirman que la parte bajo nosotros también debe de estar habitada. Pero no remarcan que, incluso si se cree que el Mundo es sólido y esférico, de eso no se sigue que la otra cara de la Tierra esté libre de agua; ni tampoco, aunque estuviera realmente libre de agua, se sigue que esté necesariamente habitada.

Como esa gente tenían que ser descendientes de Adán, tenían que haber viajado hacia el otro lado del mundo en algún momento; san Agustín continúa:

Es demasiado absurdo decir que algún hombre puede haber tomado un barco y viajado a través de todo el ancho océano, y cruzado desde este lado del mundo hasta el otro, y que por tanto incluso los habitantes de esa lejana región puedan descender de ese hombre primigenio.

Agustín no niega la idea de una Tierra esférica, sino que por el contrario la describe explícitamente como una esfera en varios de sus escritos.

### Discrepancias
Solo unos pocos autores cristianos se opusieron frontalmente al concepto de que la Tierra era esférica, entre ellos Lactancio (245-325) quien, tras su conversión al cristianismo y su rechazo de la filosofía griega, calificó de «locura» creer en los antípodas:

¿Existe acaso alguien tan insensato como para creer que hay personas cuyas huellas están más altas que sus cabezas? ¿Que las simientes y los árboles crecen cabeza abajo? ¿Que las lluvias y las nieves caen hacia arriba hacia el suelo? No tengo palabras para dar a aquellos que, una vez que han errado, perseveran insistentemente en su locura y defienden una cosa vana tras otra.

También Juan Crisóstomo (347-407) creía que una Tierra esférica era contradictoria con el contenido de la Biblia y Severiano, obispo de Gabala (fallecido en 408), escribió:

La Tierra es plana, y el Sol no pasa bajo ella durante la noche, sino que viaja a través de las zonas del norte, como si estuviera oculto por un muro.
Severiano de Gabala, citado por Dreyer

El comerciante alejandrino, luego monje nestoriano, Cosmas Indicopleustes (547), en su Topographia Christiana, sostuvo que el Arca de la Alianza debía representar el conjunto del universo y argumentaba que la Tierra era plana, pero no redonda sino con forma de paralelogramo encerrado por cuatro océanos. Sin embargo, esta opinión, rechazada por sus contemporáneos, no tuvo demasiada trascendencia.
San Cirilo de Jerusalén (315-386) describe a la Tierra cubierta por el firmamento y flotando en el agua, si bien se trata de un sermón para los recién bautizados, por lo cual no está claro si se trata de una licencia poética.[cita requerida]
Diodoro de Tarso (fallecido en 394) parece defender la idea de una Tierra plana basándose en la Biblia; sin embargo, esta opinión solo ha llegado a través de una crítica realizada por Focio.
No obstante, autores eclesiásticos como san Basilio de Cesarea (329-379), creían que el asunto de la forma de la Tierra era teológicamente irrelevante.

## La Edad Media

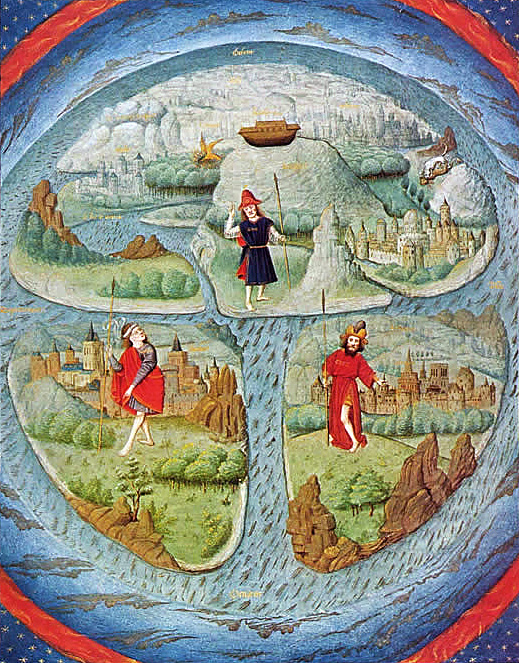
Adaptación del de un mapa O-T. Este tipo de mapamundi medieval ilustra tan solo la parte accesible de una tierra esférica, ya que se creía que nadie podía ser capaz de cruzar el clima tórrido cerca del ecuador para pasar al otro lado del globo.

Con el fin de la civilización romana, Europa Occidental entró en la Edad Media con grandes dificultades que afectaron a la producción intelectual del continente. La mayoría de los tratados científicos de la antigüedad clásica (escritos en griego) no estaban disponibles, ocupado su lugar resúmenes y compilaciones simplificadas. Aun así, la mayoría de los libros de texto de la Alta Edad Media defendían la forma esférica de la Tierra ya que, aunque los textos de Aristóteles y Ptolomeo no fuesen accesibles, se tenía plena confianza en las afirmaciones de los divulgadores como Plinio que aseveraban, como un dato, la esfericidad de la Tierra. Por ejemplo, muchos manuscritos medievales de Macrobio incluían mapas de la Tierra que mostraban las antípodas, mapas de zonas mostrando los climas ptolemaicos derivados del concepto de Tierra esférica, y un diagrama mostrando la Tierra (etiquetada como «globus terrae», «el globo terrestre») como el centro de un conjunto de esferas celestes ordenadas jerárquicamente. Se pueden encontrar imágenes de algunas de estas representaciones en el ya citado Sueño de Escipión.
La visión europea de la forma de la Tierra durante la Antigüedad tardía y la Alta Edad Media se puede expresar mejor mediante los escritos de los eruditos cristianos primigenios:
- Boecio (480-524), quien también escribió un tratado de teología (Sobre la Trinidad), repitió el modelo de la Tierra de Macrobio, como punto insignificante en el centro de un cosmos esférico en su influyente y ampliamente traducida obra De consolatione Philosophiae.[52]

- San Isidoro de Sevilla (560-636) enseñó en su ampliamente extendida enciclopedia (Etimologías) que la Tierra era «redonda». La interpretación de su descripción es ambigua, y algunos autores sostienen que en realidad se refería a una Tierra con forma de disco; sin embargo, el resto de sus obras dejan claro que consideraba la Tierra como un globo.[53] También admitió la posibilidad de que fuesen ciertas las leyendas de que había seres humanos habitando las antípodas,[54] y recalcando que no había pruebas de su existencia.[55] Además, la analogía ya comentada de san Isidoro que podía interpretarse como presentando la Tierra como un disco fue usada a lo largo de la Edad Media por autores claramente a favor de una Tierra esférica, como por ejemplo el obispo y teólogo alemán Rabano Mauro (776-856), quien comparó la parte habitable del hemisferio norte (el clima temperado del norte según Aristóteles) con una rueda, imaginada como una sección de la esfera completa.

- El monje Beda el Venerable (672-735) escribió en su influyente tratado sobre el cómputus (o cálculo de la fecha de Pascua) El devenir del tiempo que la Tierra era esférica, explicando la longitud distinta del tiempo de luz diurna con las estaciones por «la redondez [esfericidad] de la Tierra, pues no sin razón es llamada el orbe del mundo en las páginas de las Sagradas Escrituras y en la literatura ordinaria. Está, de hecho, situada como una esfera en el centro del universo».[56] La gran cantidad de manuscritos supervivientes de esa obra, copiados a fin de alcanzar el requisito carolingio de que todos los clérigos estudiaran el cómputus, indica que muchos clérigos (si no todos) estudiaron como cierta la idea de la esfericidad de la Tierra.[57] Aelfrico parafraseó a Beda en inglés antiguo, diciendo: «Ahora la redondez de la Tierra y la órbita del Sol constituyen los obstáculos a la misma longitud del día en todas las tierras».[58]

- A veces se menciona al obispo Virgilio de Salzburgo (700-784) como víctima de persecuciones por haber enseñado «una perversa y pecaminosa doctrina... contra Dios y contra su propia alma» acerca de la forma esférica de la Tierra. El papa Zacarías decidió que «si fuese claramente establecido que profesa creencia en otro mundo y otras gentes existiendo bajo la Tierra, o en [otro] Sol y Luna, deberéis formar un concilio y privarle de su rango sacerdotal, y expulsarle de la Iglesia».[59] El tema en disputa no era la forma esférica de la Tierra en sí misma, sino si la gente que vivía en las antípodas eran o no descendientes de Adán, y por tanto si eran o no susceptibles de redención. Virgilio logró librarse a sí mismo de esos cargos, y fue más tarde ordenado obispo y canonizado en el siglo XIII.[60]

Un indicio no literario, pero muy gráfico de que la gente en la Edad Media creía en la forma esférica de la Tierra es el uso del orbe (globus cruciger) en la regalía de muchos reinos y del Sacro Imperio Romano Germánico. Su uso está atestiguado desde los tiempos del emperador Teodosio II (401 - 450), a lo largo de la Edad Media; el Reichsapfel, por ejemplo, se usó durante la coronación de Enrique VI del Sacro Imperio Romano Germánico en 1191.
Un estudio reciente de conceptos medievales acerca de la forma esférica de la Tierra indicaba que «desde el siglo VIII, ningún cosmógrafo digno de tal nombre ha cuestionado la forma esférica de la Tierra».
La idea falsa de que durante la Edad Media se creía que la Tierra era plana, fue creado por los divulgadores de la Ilustración y se introdujo por primera vez en el imaginario popular en el siglo XIX gracias a la obra del escritor estadounidense Washington Irving.

### Baja Edad Media

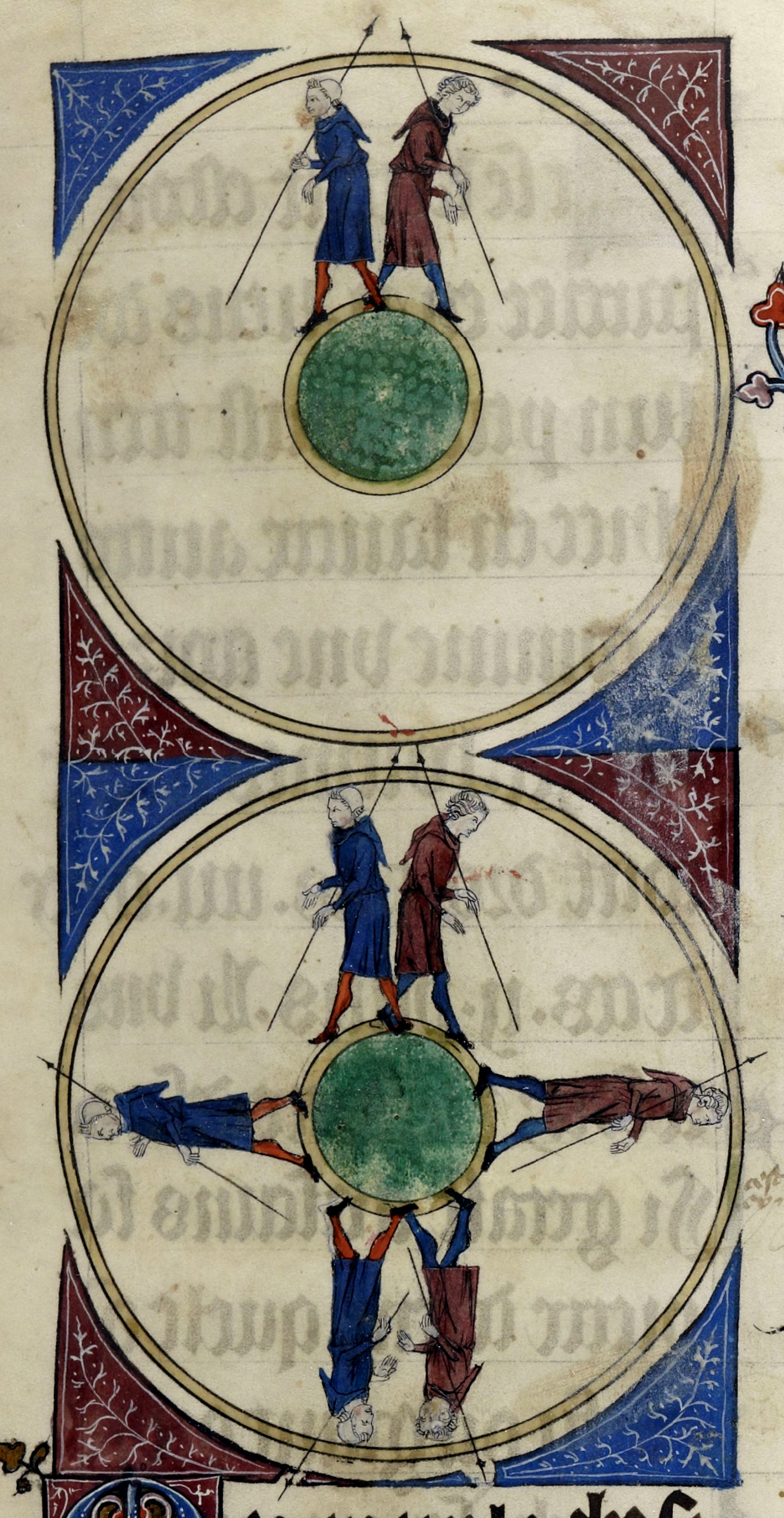
Ilustración de la Tierra esférica en un manuscrito medieval. La figura muestra a dos hombres caminando alrededor de la tierra esférica, uno yendo hacia el Este y el otro hacia el Oeste, y encontrándose en el lado opuesto o antípodas.

Hermann von Reichenau (1013–1054) fue de los primeros estudiosos cristianos en estimar la circunferencia de la Tierra siguiendo el método de Eratóstenes. Alfonso X, el Sabio, (siglo XIII), escribe en su 'General Estoria':

'De los términos de las tres partes de la tierra', dice: 'Sabida cosa es por razón e por natura, e los sabios assí lo mostraron por sos libros, que como el mundo es fecho redondo que otrossí es redonda la tierra'.

Su contemporáneo, santo Tomás de Aquino, el más importante teólogo de la Edad Media, sostenía como evidente que la Tierra era esférica; e incluso dio por sentado que sus lectores compartían esta certeza. Las lecturas en las universidades medievales solían presentar evidencias de la idea de que la Tierra es una esfera. Así mismo, el De sphaera mundi de Sacrobosco, el libro de astronomía más influyente del siglo XIII y de lectura obligatoria para los estudiantes de todas las universidades europeas occidentales, describe el mundo como una esfera.

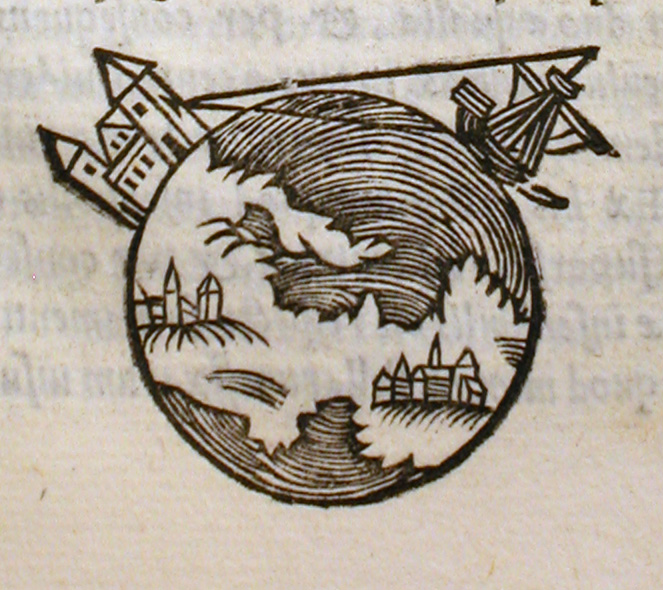
Dibujo de una edición de 1550 de De sphaera mundi, el libro de astronomía más influyente del, escrito por Juan de Sacrobosco.

El libro noruego Konungs skuggsjá, de hacia 1250, dice claramente que la Tierra es redonda, y que cuando es de noche en el otro lado de la Tierra, es de día en Noruega. El autor también discute la existencia de las Antípodas, y resalta que, si existen, deben de ver el sol al norte de su posición durante el mediodía, así como que sus estaciones serán opuestas a las que se aprecian en el hemisferio norte.
Los textos escritos en lenguas vernáculas también ofrecen evidencias sobre la idea de que la forma esférica de la Tierra era un conocimiento extendido fuera de los círculos estudiosos.

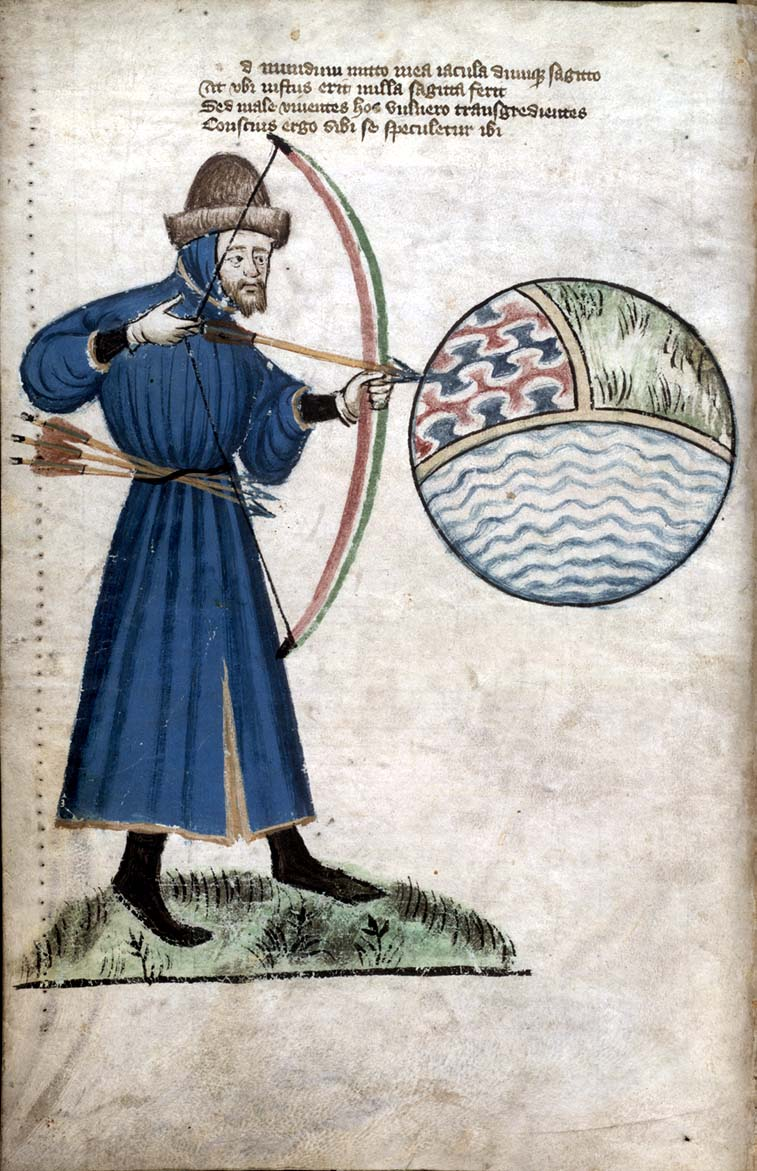
Representación artística de una Tierra esférica, (c.1400).

La Divina Comedia de Dante Alighieri, la última gran obra de la literatura de la Edad Media, escrita en toscano, presenta una Tierra de forma esférica. Así mismo, el Elucidarium de Honorius Augustodunensis (1120), un importante manual para la instrucción de clérigos menores que fue traducido a inglés, francés, alemán, ruso, holandés, noruego, islandés, español y varios dialectos italianos, se refiere de forma explícita a una Tierra esférica. Igualmente, el hecho de que Bertold de Ratisbona (mediados del siglo XIII) use la Tierra esférica como ilustración de uno de sus sermones muestra que, por lo menos en su congregación, la idea era ampliamente conocida.[cita requerida] El sermón fue escrito y recitado en alemán vernáculo, por lo que no estaba dirigido a una audiencia con estudios.
Reinhard Krüger, profesor de literatura Romance en la Universidad de Stuttgart (Alemania) ha descubierto más de cien escritores en lenguas latinas y vernáculas desde la antigüedad hasta el siglo XV que estaban convencidos de que la Tierra era esférica como una pelota. Sin embargo, en fecha tan tardía como el siglo XV, el teólogo español Alonso Tostado aún discutía la existencia de habitantes de las Antípodas. Desde un punto de vista europeo, la exploración portuguesa de África y Asia, las exploraciones españolas en las Américas durante el siglo XV, y la circunnavegación de la Tierra iniciada por Fernando de Magallanes y concluida por Sebastián Elcano, aportaron las pruebas experimentales necesarias acerca de la forma esférica de la Tierra.

### Mundo musulmán medieval
Muchos sabios musulmanes, como Ibn Hazm (1069), Abu-al-Faraj ibn Al-Jawzi (1200) e Ibn Taymiyyah (1328) declararon que había consenso (Ijma) según el cual los cuerpos celestes son esféricos. La afirmación de eruditos posteriores, como as-Suyuti (1505), de que la Tierra es plana, representa una desviación de esa opinión inicial.
Los eruditos que defendían el concepto de Tierra esférica lo usaron, de una forma impecable, para calcular la distancia más corta entre cualquier punto de la Tierra y La Meca. Eso también les ayudaba a determinar la Alquibla, la dirección hacia la que todo musulmán debe rezar. Los matemáticos musulmanes desarrollaron la trigonometría esférica con el fin de poder realizar estos cálculos.

## Edad Moderna

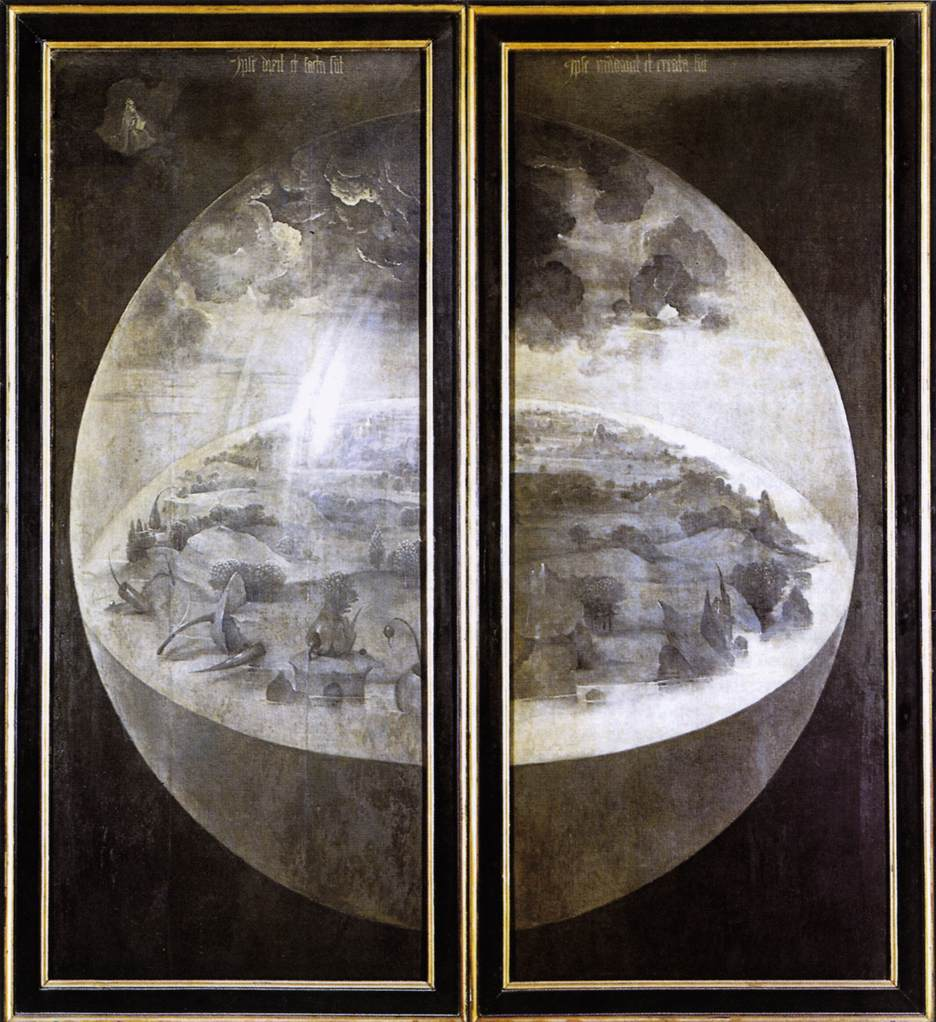
El tríptico El jardín de las delicias cerrado: La Creación del mundo, por el Bosco. El pintor holandés pintó en la obra la Tierra como un disco que flota en una esfera transparente.

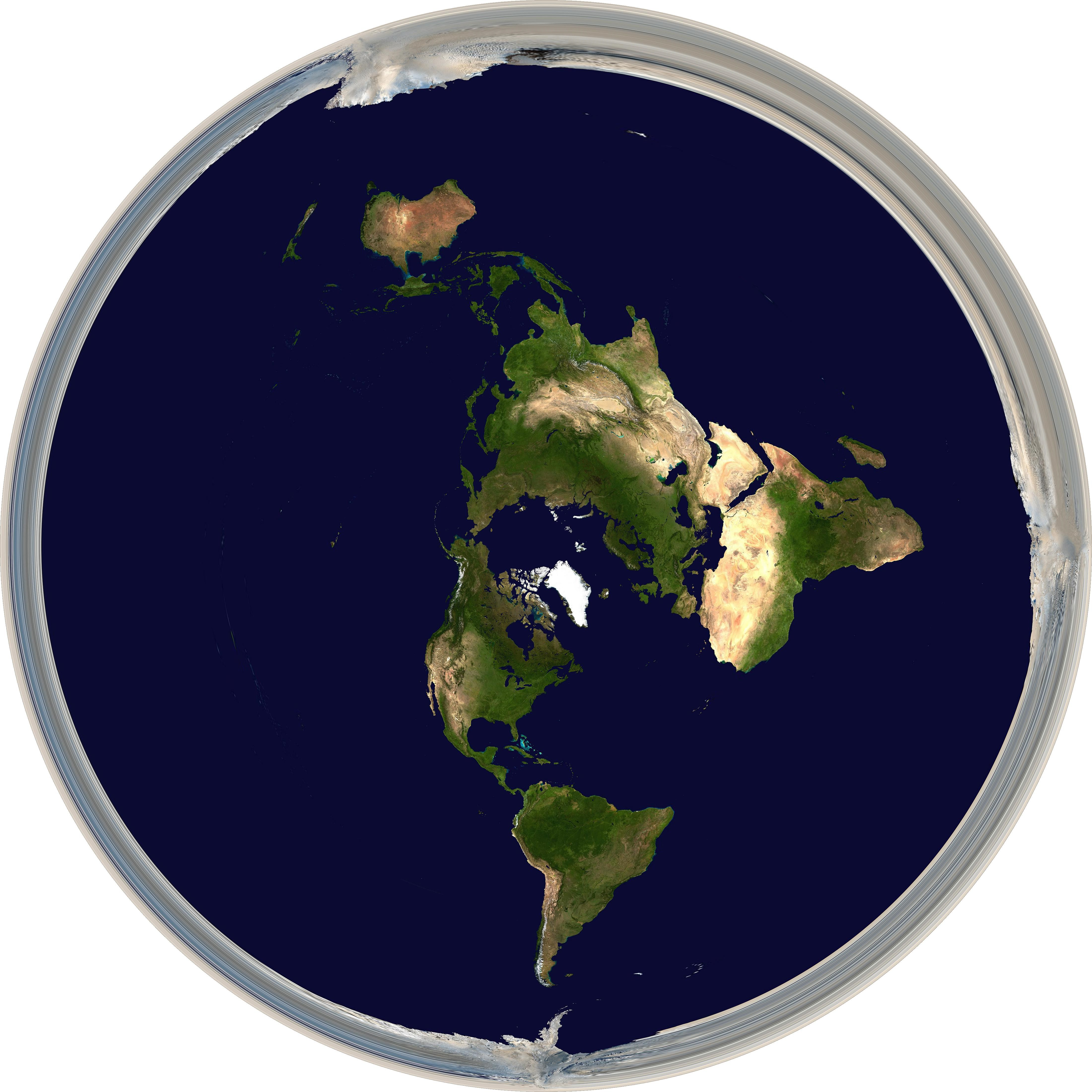
La proyección equidistante azimutal, utilizada como base para interpretar el arcaico y refutado modelo de Tierra plana, representa a la Antártida como un muro de hielo que rodea a la Tierra, en forma de disco.

En el siglo XIX apareció un movimiento que defendía la idea de que la tierra era plana y no esférica. El origen de la misma estuvo en las obras de un inventor inglés, Samuel Birley Rowbotham (1816-1884), quien sostenía la creencia de que la Tierra era un disco plano centrado en el polo norte y cerrado en su límite sur por un muro de hielo, con el Sol, la Luna, los planetas y las estrellas a tan solo unos centenares de millas sobre su superficie. Al respecto publicó en 1849 un panfleto de 16 páginas, al cual convirtió en libro en 1865. Este sistema ideado por Rowbotham, al cual llamó Astronomía Zetética, se basa casi enteramente en pasajes bíblicos.
Rowbotham y sus seguidores alcanzaron notoriedad al enzarzarse en escandalosos debates públicos con los científicos destacados de su tiempo. Uno de dichos enfrentamientos, que implicó al prominente geógrafo Alfred Russel Wallace, degeneró en varios juicios por fraude y calumnias.
Tras la muerte de Rowbotham, sus seguidores crearon la Sociedad Zetética Universal, publicando una revista titulada The Earth Not a Globe Review, y permanecieron activos hasta bien entrado el siglo XX. Tras la Primera Guerra Mundial, el movimiento inició un lento descenso.
En Estados Unidos, las ideas de Rowbotham fueron adoptadas por un culto religioso, la llamada Iglesia Católica Cristiana. Fundada por el curandero escocés John Alexander Dowie en 1895, la iglesia estableció la comunidad teocrática de Zion, en la orilla del Lago Míchigan, a 80 kilómetros al norte de Chicago. En 1906 Dowie fue depuesto como líder del culto por su lugarteniente, Wilbur Glenn Voliva, quien se destacó por utilizar a sus seguidores como trabajadores forzados en la corporación propiedad de la iglesia, Zion Industries [cita requerida]. En las escuelas de la comunidad se enseñaba exclusivamente la doctrina de la Tierra plana. Voliva murió en 1942 y la iglesia se desintegró bajo una nube de escándalos financieros. Aunque algunos de sus seguidores continuaron viviendo en la comunidad de Zion hasta la década de 1950.

### Asociación Terraplanista
La Flat Earth Society («Sociedad de terraplanistas», en español), también conocida como International Flat Earth Society e International Flat Earth Research Society, es una organización anglo-estadounidense que promueve la idea de que la Tierra es plana en vez de un esferoide. Fue fundada por Samuel Shenton en 1956 a partir de las ideas de las sociedades zetéticas, anteriores sociedades que también promovían esa idea a partir de los experimentos de nivel de Bedford, pero con un énfasis mayor en argumentos relacionados con la Biblia. Desde 1971 estuvo dirigida por Charles K. Johnson, quien dio sede a la organización en su casa en Lancaster (California).[cita requerida] La asociación estuvo inactiva tras la muerte de Johnson en 2001, pero fue restaurada en 2004 por su nuevo presidente Daniel Shenton.
Los miembros de la Asociación y numerosos simpatizantes, conocidos como terraplanistas, defienden la idea de que la Tierra es un disco centrado en el polo norte y rodeado de un muro de hielo de 45 metros de altura como límite exterior, el cual identifican con la Antártida. El mapa resultante se inspira en la proyección azimutal equidistante centrada en el polo norte, usada como emblema por las Naciones Unidas. El propio Johnson sostenía que dicho emblema era una prueba de sus afirmaciones (resumiendo, el símbolo es así porque ellos saben que la Tierra es realmente así). En este modelo, el Sol y la Luna no tienen más de 52 kilómetros de diámetro y giran sobre un cielo hemisférico al que llaman «domo».

## Resurgimiento de la noción a partir de 2017
A partir del eclipse solar del 21 de agosto de 2017, los adherentes a la sociedad o partidarios de la misma opinión, publicaron videos en Internet con el propósito de demostrar que los detalles del eclipse reforzaban la idea de que la Tierra es un disco plano.
Desde este momento, comenzaron a existir organizaciones nacionales o internacionales que defienden esta postura, a cuyos miembros se comenzó a denominar, en español, «terraplanistas» (flat earthers, en inglés).
Para los terraplanistas la exploración espacial es una mistificación o impostura creada por las agencias espaciales, en especial la NASA, junto con Hollywood y varias otras dependencias de gobiernos, para custodiar el supuesto muro de hielo que rodea a la Tierra y obtener un financiamiento cercano a los cincuenta millones de dólares diarios, si bien no aclaran con qué finalidad. Los terraplanistas añaden que la NASA retoca digitalmente sus imágenes de satélites y falsifica sus transmisiones de video mediante efectos especiales. Por otro lado, nunca mencionan las intenciones de las agencias espaciales de otros diez países con capacidad de lanzamiento espacial. En 2020, Mike Hughes, reconocido piloto de acrobacias, murió en su cohete casero al estrellarse, intentando demostrar por medio de la observación, que la Tierra era plana.
Según el investigador Óscar Alarcia, la hipótesis de la Tierra plana se enmarca en el clima de desconfianza hacia el poder surgido a partir de mediados de la década de 2010, un fenómeno marginal pero relacionado con el auge de la alt right y los movimientos supremacistas. Agrega que la forma en la que se han difundido estas ideas es el bombardeo incesante de memes y vídeos en los que se repiten las mismas tres o cuatro frases.

## En psicología cognitiva
Estudios del ámbito de la psicología del desarrollo y psicología cognitiva muestran que el modelo de la tierra plana es el primer modelo mental que se construye en la infancia acerca del mundo en que vivimos. Los niños imaginan el mundo como un rectángulo plano sobre el cual viven las personas. Posteriormente este modelo evoluciona a un disco plano. En este modelo, el sentido de caída de los cuerpos es un sistema de referencia absoluto, no relativo al centro de la Tierra. Este modelo resulta corroborado por la experiencia diaria de los niños. El modelo esférico resulta más complejo, es contra-intuitivo y no trivial, lo que dificulta su adquisición a estas edades. En la medida en que se ponen en contacto con la cultura, los niños van realizando un lento proceso de cambio que tiene varias etapas intermedias en las que tratan de compaginar su modelo previo con el modelo esférico. Algunos de esos modelos intermedios incluyen una tierra hueca con un hemisferio inferior sólido en cuya superficie vive la gente y el hemisferio superior es el aire y el cielo.
En el caso de la forma de la Tierra, se observa una discontinuidad entre el conocimiento científico y el sentido común. Por otro lado, puede compararse el cambio en los modelos mentales infantiles a través del tiempo de vida con el cambio en las ciencias a través de la historia.
Este proceso, que comienza en modelos infantiles y desemboca en la adquisición de los modelos escolares o científico de la forma de la Tierra, no se da en todas las personas. Tanto dentro de la cultura occidental escolarizada como en sociedades no occidentales, existe un porcentaje de adultos que ofrecen modelos que se basan en datos de la percepción aparente de la forma de la Tierra.
El catedrático en psicología Emilio Gómez explica que el terraplanismo moderno "confirma lo que los estudios científicos dicen sobre la personalidad de las personas que creen en teorías de conspiración", considerándose sus defensores como "anti intelectuales" que "no toleran la incertidumbre". Gómez sostiene que esto debido al cierre cognitivo o al narcisismo de encontrar explicaciones que concuerden con sus ideas previas. No confían en la comunidad científica por ser "corrupta" y "falible". En este sentido, toman la ciencia "en primera persona", donde "si no lo veo, no lo creo" y "si a mí no me parece, no me gusta, no lo creo". Por otro lado, Javier del Pino y Valentina Rojo señalaron que solo confían "en otras personas que piensan igual que ellos".

## Peligros del terraplanismo
- Desinformación científica: Promover la idea de que la Tierra es plana va en contra de una vasta cantidad de evidencia científica y siglos de investigación. Esto puede fomentar un escepticismo irracional hacia la ciencia y desacreditar otros campos científicos legítimos.
- Rechazo de la educación: Los terraplanistas tienden a rechazar la educación formal y las instituciones científicas, lo que puede llevar a una desconfianza generalizada hacia el sistema educativo y dificultar la promoción de la alfabetización científica.
- Promoción de teorías de la conspiración: El terraplanismo a menudo está vinculado a otras teorías de conspiración.[94] Esta mentalidad puede llevar a las personas a dudar de la veracidad de la información proporcionada por fuentes confiables.
- Distracción de problemas reales: Enfocarse en teorías sin fundamento como el terraplanismo desvía la atención de problemas reales y urgentes que enfrentamos como sociedad, como el cambio climático, la pérdida de biodiversidad y la desigualdad social.[95]

#### En inglés
- Zetetic Astronomy, or Earth Not a Globe by Parallax (Samuel Birley Rowbotham (1816-1884)) en sacred-texts.com
- Christian Topography by Cosmas Indiopleustes en sacred-texts.com
- Librería en línea de The Flat Earth Society, gran cantidad de libros y documentos
- El apócrifo libro de Enoch, detallando la creación de la Tierra, mostrada como plana
- You say the earth is round? Prove it (de The Straight Dope)
- Ethical Atheist. THE FLAT EARTH. A Detailed Study of Personal Bias and Historical Thinking.

#### En español
- «¿Qué pasaría si la Tierra fuese realmente plana?», artículo publicado el 1 de febrero de 2018 en el sitio web del diario ABC (Madrid).

- Datos: Q660936
- Multimedia: Flat Earth / Q660936